# Parectopa dactylota
Parectopa dactylota är en fjärilsart som beskrevs av Edward Meyrick 1915. Parectopa dactylota ingår i släktet Parectopa och familjen styltmalar.
Artens utbredningsområde är:
- Ecuador.
- Peru.

Inga underarter finns listade i Catalogue of Life.